# スーパーパワー (能力)
スーパーパワー（Superpower）とは、一般的に「架空の超人的な能力」のことを指す。
スーパーパワーは、たいていSFコミックやテレビ番組、ビデオゲーム、映画などでスーパーヒーローの重要な属性として表される。1930年代から1940年代にかけてアメコミやパルプ・マガジンに端を発し、徐々に他のジャンルやメディアにも浸透していった。

## 定義
“スーパーパワー”に厳密な定義はないが、ポップカルチャーにおいては、飛行、怪力、不死身、高速移動などの特殊な能力を連想させることが多い。一方で、知能や武器の熟練度など、人間の潜在能力を極限まで高めた天賦の才能を表すこともある。
一般的に、バットマンやアイアンマンのようなスーパーヒーローは、卓越した才能と高度な技術以外に実際の超人的な能力を持っていなくても、スーパーヒーローに分類される。同様に、グリーンランタンのパワーリングやトニー・スタークのアイアンアーマーなど、人工的で外部から得た超人的な能力を持つキャラクターは、スーパーパワーと表現されることもあるが、着用者は必ずしも超人とはいえない。
フィクションの世界では、スーパーパワーの根源について、しばしば科学的、技術的、疑似科学的、または超自然的な理由が付加されている。つまり、スーパーパワーは、魔法や科学技術、あるいはキャラクター自身の生理的性質（異星人、超自然的存在、ミュータントであること）などに由来する。

## 漫画やアニメ
スーパーパワーは、漫画やアニメ、特に少年漫画のジャンルでよく使われる概念である。『ドラゴンボールZ』や『聖闘士星矢』、『幽☆遊☆白書』、『ワンピース』、『ブラッククローバー』、『NARUTO』、『鋼の錬金術師』、『BLEACH』、『コードギアス』、『フェアリーテイル』、『ハンター×ハンター』、『進撃の巨人』、『僕のヒーローアカデミア』などの人気漫画やアニメでよく取り上げられている。
シリーズによって、登場する能力の種類はさまざまだが、『ドラゴンボール』や『鋼の錬金術師』のように、同じ種類の能力を持つキャラクターが多数登場する作品もある。また、『ONE PIECE』や『BLEACH』のように、さまざまな能力を持つキャラクターが多数登場し、それぞれの能力は1人または数人のキャラクターだけが持つものになっている作品もある。